# Алексеева, Людмила Михайловна
Людми́ла Миха́йловна Алексе́ева (20 июля 1927, Евпатория, РСФСР, СССР — 8 декабря 2018, Москва, Россия) — советская диссидентка и российский общественный деятель, участница правозащитного движения в СССР и постсоветской России, один из основателей (в 1976 году) Московской Хельсинкской группы, с 1996 года председатель МХГ. В 2002—2012 годах — член Комиссии по правам человека при президенте Российской Федерации (впоследствии преобразована в Совет при президенте Российской Федерации по развитию гражданского общества и правам человека). С 3 декабря 2018 года — член Совета при президенте Российской Федерации по развитию гражданского общества и правам человека. Являлась одним из организаторов (ноябрь-декабрь 2004 года и до 2008) года одним из трёх сопредседателей Всероссийского гражданского конгресса.

## Биография

### Детство и юность
Людмила Алексеева (в девичестве Славинская) родилась 20 июля 1927 года в Евпатории в семье Михаила Львовича Славинского и Валентины Афанасьевны Ефименко. Отец произошёл от брака еврейки и поляка, мать — украинка по отцу и эстонка по матери. Мать была научным сотрудником в Институте математики Академии наук СССР[что?] и преподавателем в Московском высшем техническом училище имени Н. Э. Баумана, автором нескольких учебников по высшей математике. В интервью новостному порталу Эстонского телевидения Алексеева рассказала о том, что эстонская бабушка, Анетта-Мариэтта-Розалия Яновна Синберг (после замужества — Анна Ивановна), воспитывала её в протестантском духе. С раннего детства Алексеевой её семья обосновалась в Москве, вначале жили в бараке в Останкине, а в 1937 году переехали в центр Москвы в коммунальную квартиру, которая освободилась после ареста одного из ответственных работников Центросоюза — ведомства, в котором работал Михаил Славинский.
В 1937 году начались аресты, 29 квартир в их доме сменили жильцов. Десятилетняя Людмила Славинская не воспринимала происходящее чем то чрезвычайным, она не знала другой жизни и не задавала вопросов. Взрослые вели себя осторожно, не обсуждали происходившее вокруг них, дети интуитивно вели себя так же. Весной 1937 года был арестован председатель Центросоюза и на допросах признался в том, что создал в ведомстве «подпольную фашистскую организацию», в которую вовлёк около трёхсот коммунистов, своих сотрудников. Отец Людмилы попал под следствие, но избежал репрессий. Всего, согласно мемуарам Людмилы Алексеевой, 297 сослуживцев М. Л. Славинского были отправлены в лагеря или уничтожены:19-24.
Начало Великой Отечественной войны застало Людмилу Алексееву в Феодосии, где они отдыхали с бабушкой. Родители прислали телеграмму: «Немедленно возвращайтесь», но 14-летняя Славинская убедила бабушку, что в этом нет необходимости: «Бабушка, ну зачем уезжать, каникулы только начались. Через несколько дней эти самолёты отсюда погонят, вот увидишь». 3 июля 1941 года они поездом выехали в Москву.
14 июля 1941 года М. Л. Славинский ушёл на фронт, Людмилу Алексееву вместе с другими детьми сотрудников Института математики[что?] отправили в эвакуацию в Казахстан. Читая в газетах сообщения о том, что немецкие войска вошли в подмосковные Химки, 14-летняя Людмила поклялась себе, что если Москва падёт, она убежит из Казахстана, чтобы бороться с фашистами:25-27. Она окончила курсы подготовки медицинских сестёр, намереваясь пойти на фронт добровольцем, но из-за возраста ей отказали. В эвакуации жила также с матерью в Ижевске.
Весной 1943 года Людмила Алексеева с матерью вернулись в Москву. В школу Славинская не пошла, обратилась в комсомольскую организацию с просьбой направить её на фронт или на оборонное предприятие. Её направили на строительство станции метро «Сталинская» (ныне «Семёновская»), Славинская таскала вагонетки с породой из туннеля. Работа была изнурительная, но девушка воспринимала её как требование времени:30-31.
В 1945 году Людмила Алексеева поступила на первый курс исторического факультета МГУ. Через неделю занятий её избрали комсоргом группы, однако вскоре ей заявили, что комсоргом должен быть фронтовик, и решение пересмотрели. Как впоследствии Людмила Алексеева отмечала в своих воспоминаниях, на исторический факультет шли фронтовики «особой породы» — те, кто в армии стали партийными и комсомольскими функционерами, почувствовали вкус к власти над людьми. Исторической наукой они не интересовались, зато выстраивали свою будущую карьеру руководителей. Для того, чтобы быть замеченными старшими товарищами, студенты-функционеры возбуждали «персональные дела», обвиняя однокурсников в нелояльности, потере бдительности и прочих грехах (студент мог подвергнуться исключению из университета даже за то, что не сдал вовремя транспарант после демонстрации).
Наблюдая подобные разбирательства, Людмила Алексеева сформулировала для себя теорию, что в партию проникли люди, лишённые нравственных принципов и стремящиеся к власти. Она размышляла над дилеммой — вступить ли в партию, чтобы бороться за чистоту её рядов, либо держаться от неё подальше. В тот период Алексеева остановилась на втором варианте:38-40.
Она выбрала кафедру археологии — наименее идеологизированную область исторической науки, хотя очень интересовалась историей русского революционного движения, но этот предмет она решила изучить самостоятельно. Согласно мемуарам её увлекла история декабристов, в которой она находила параллели с существующей реальностью: в боях с наполеоновской армией не было места функционерам, поскольку войну выиграли граждане, которые, вернувшись из Европы, оказались не нужны императорскому правительству, поскольку ему нужны были послушные подданные:41.
Ещё одним способом бегства от реальности для Людмилы Алексеевой стала личная жизнь:43. После быстро распавшегося юношеского брака с красавцем Юрием (1945), парнем годом старше себя, 19-летней Славинской сделал предложение давний знакомый их семьи, военный Валентин Алексеев. Людмила убедила себя, что влюблена, и дала согласие выйти замуж, а вскоре обнаружила, что беременна. Семейная жизнь и заботы о ребёнке позволяли забыть об окружающей несправедливости сталинского общества:47.
Однако контраст между декларациями официальной идеологии и реальной жизнью не давал Людмиле покоя. Свои сомнения она не раз пыталась обсудить с братом отца, дядей Борей. На все вопросы у него был один ответ: «Принципы социализма — для таких учёных дур, как ты. Нет принципов. Нет социализма. Есть просто шайка паханов». Людмила Алексеева не могла принять столь радикальное объяснение и считала, что дядя Боря — «человек замечательный, но мыслит примитивно»:50.
В 1950 году она окончила исторический факультет МГУ, а в 1956 — аспирантуру Московского экономико-статистического института по специальности «история КПСС». В 1953 году после смерти И. В. Сталина и ареста Л. П. Берии у Алексеевой произошёл мировоззренческий кризис, из-за которого она отказалась от защиты диссертации на соискание учёной степени кандидата исторических наук по истории КПСС и дальнейшей научной карьеры.

### Работа в СССР
Преподавала историю в Москве в ремесленном училище, а также работала внештатным лектором областного комитета ВЛКСМ.
В 1952 году вступила в КПСС.
В 1959—1968 годах работала научным редактором редакции археологии и этнографии издательства «Наука».
В 1970—1977 годах являлась научным сотрудником Института научной информации по общественным наукам АН СССР.

### Участница диссидентского движения
В 1960-е годы её квартира стала местом для встреч диссидентов и московской интеллигенции, интервью западным корреспондентам, а также использовалась для изготовления и хранения самиздата. Она оказывала правовую и организационную помощь политическим заключённым в СССР, ездила в лагеря и места ссылки. В 1968—1972 годах участвовала в качестве машинистки в издании «Хроники текущих событий», распространяла самиздат. Позднее так оценивала особенности самиздатской литературы: 

«В слабой технической базе самиздата крылся секрет его качества. Кто станет перепечатывать, рисковать ради какой-нибудь ерунды? Это типографским способом можно напечатать бог знает что, особенно если есть знакомства или деньги. А таким образом можно печатать только то, что человеку интересно, ради чего он готов потратить время, рисковать. Поэтому самиздат — это, действительно, квинтэссенция и художественной, и политической, и общественной мысли того времени и прежних времён».— Людмила Алексеева. «История и мировоззрение правозащитного движения в СССР и России». Полит.Ру
В апреле 1968 года она была исключена из КПСС и уволена с работы. В качестве официальной причины было указано, то что она принимала участие в выступлениях правозащитников, направленных против судебных процессов 1966—1968 годов над поэтом Ю. Г. Галансковым, писателями Ю. М. Даниэлем и А. Д. Синявским, а также журналистом А. И. Гинзбургом.
В 1974 году получила предупреждение КГБ, основанное на указе Президиума Верховного Совета СССР, за «систематическое изготовление и распространение антисоветских произведений», о недопустимости продолжения «антисоветской деятельности» и возможном аресте.
В 1976 году по предложению диссидента Юрия Орлова стала одним из учредителей Московской Хельсинкской группы (МХГ) в СССР.

### Годы эмиграции

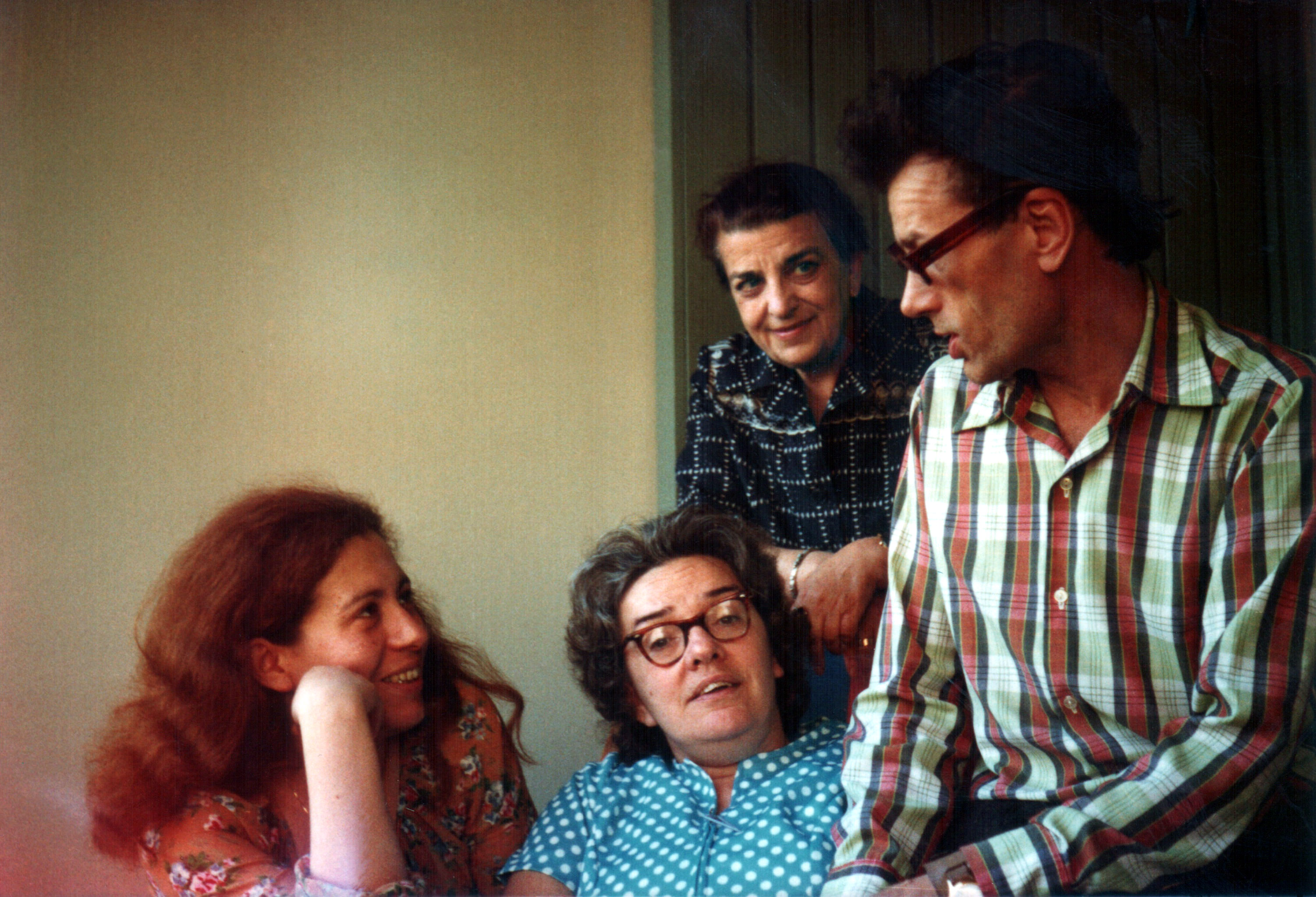
Юлия Вишневская, Людмила Алексеева, Дина Каминская и Кронид Любарский. Мюнхен, 1978

В феврале 1977 года под угрозой ареста Людмила Алексеева была вынуждена вместе с третьим мужем Николаем Вильямсом и младшим сыном Михаилом, выпускником экономического факультета МГУ, эмигрировать из СССР и поселиться в США. В эмиграции была зарубежным представителем МХГ. Работала на радиостанциях «Голос Америки» и «Свобода», где вела передачи, посвящённые правам человека. Кроме того, публиковалась в периодике русскоязычной эмиграции, как и в английской и американской печати. Выступала в качестве консультанта нескольких правозащитных организаций и профессиональных союзов. В 1977—1984 годах подготовила издание документов группы. В 1977—1980 годах работала над монографией «История инакомыслия в СССР. Новейший период» — первым фундаментальным историческим исследованием на данную тему Изначально эта работа планировалась в виде 200-страничной справки о диссидентском движении в СССР для Конгресса США, написать которую Людмиле Алексеевой предложила администрация президента Картера. Однако работа над рукописью, которую планировалось завершить за год, растянулась на три года и превратилась в настоящее исследование.
Во второй половине 1980-х годов в составе делегации США участвовала в работе конференций ОБСЕ (Рейкьявик, Париж).
Издала в США свои мемуары The Thaw Generation (Поколение оттепели). С лета 1989 года и до возвращения в Россию — заочный член восстановленной МХГ.
Получила гражданство США в 1982 году, через пять лет после того, как она покинула СССР.

### Правозащитная деятельность в России

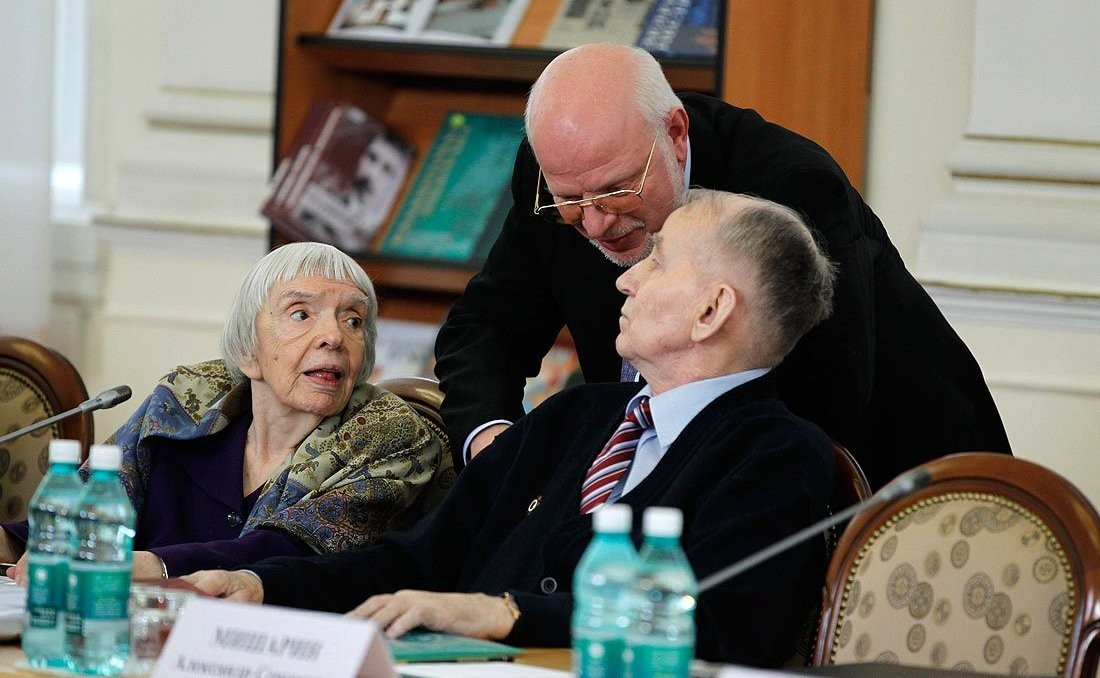
Перед началом заседания Совета по развитию гражданского общества и правам человека (1 февраля 2011). Председатель Московской Хельсинкской группы Л. М. Алексеева, советник Президента, Председатель Совета М. А. Федотов (в центре), доктор юридических наук, член-корреспондент РАН С. С. Алексеев

В 1993 году вернулась вместе с мужем в Россию. Сын Михаил (Майкл) остался в США, где с 1992 года является профессором экономики в Университете Индианы в Блумингтоне и активно сотрудничает с российскими экономистами.
В мае 1996 года Алексеева была избрана председателем Московской Хельсинкской группы. В 1998—2004 годах — президент Международной Хельсинкской федерации.
С 2002 года являлась членом Комиссии по правам человека при президенте России. После преобразования Комиссии в ноябре 2004 года в Совет по содействию развитию институтов гражданского общества и правам человека при президенте России вошла в состав обновлённого Совета. Кроме того, была членом Общественного совета при МВД России и членом Общественно-консультативного совета при Федеральной антимонопольной службе РФ.
2 апреля 2003 года Алексеева и председатель правления общества «Мемориал» Арсений Рогинский направили письма послам США и Великобритании с требованиями прекратить боевые действия в Ираке и перейти к мирным способам урегулирования конфликта. В своём послании правозащитники выступили с категорическим протестом против вторжения в Ирак, указывали руководителям антииракской коалиции на то, что те «разрушают основы современного мирового порядка»: 

«Мы категорически против начавшейся войны. Сколь бы серьёзными ни казались сторонникам этой войны причины, побудившие США и Великобританию начать вторжение в Ирак, война эта разрушает основы современного мирового порядка — весьма несовершенного и даже опасного, но оставляющего все же надежду на то, что человечество продвигается к новому мировому устройству, основанному на нормах Права. Теперь же мир в очередной раз рискует под аккомпанемент ссылок на гуманистические и демократические ценности скатиться к порядку, основанному на силе и произволе.»— Алексеева Л. М., Рогинский А. Б. Из письма послам США и Великобритании, 2 апреля 2003
Московская Хельсинкская группа и международное историко-просветительское общество «Мемориал» обратились также к общественным и правозащитным организациям как в России, так и за рубежом с просьбой поддержать их призывы остановить войну в Ираке.
В декабре 2004 года Алексеева стала одним из организаторов, а затем одним из сопредседателей Всероссийского гражданского конгресса (вместе с Гарри Каспаровым и Георгием Сатаровым). ВГК создавался как широкое правозащитное объединение под общим лозунгом «За демократию против диктатуры». При этом было установлено, что конгресс не участвует в выборах и создании партий, и им не должны руководить действующие политики. Часть членов ВГК посчитала, что деятельность Каспарова, как одного из лидеров коалиции «Другая Россия», намеревавшегося выдвинуть свою кандидатуру на выборах Президента России 2008 года, нарушает принцип равноудалённости конгресса от каких-либо политических сил и предложила отмежеваться от Каспарова, на что ВГК не пошёл. Осенью 2007 года Алексеева и Сатаров обратились к Каспарову с призывом приостановить свою деятельность на посту сопредседателя, а 14 января 2008 года повторно его попросили уйти в отставку. Так как Каспаров оба раза на просьбы уйти из руководства ВГК не откликнулся, в итоге 17 января 2008 года Алексеева вместе с Сатаровым сами вышли из ВГК.
Позже вместе с Сатаровым Алексеева была организатором Всероссийской гражданской сети (ВГС), созданной на базе «правозащитной части» ВГК.
2 июня 2010 года Алексеева подписала соглашение с главным редактором интернет-издания «Портал-Credo.ru» Александром Солдатовым «об объединении своих усилий и начале совместной информационно-правозащитной деятельности».
Поддержала инициативу Комитета гражданских инициатив Алексея Кудрина о проведении 23 ноября 2013 года в Москве гражданского форума и вошла в его оргкомитет.

### Стратегия-31

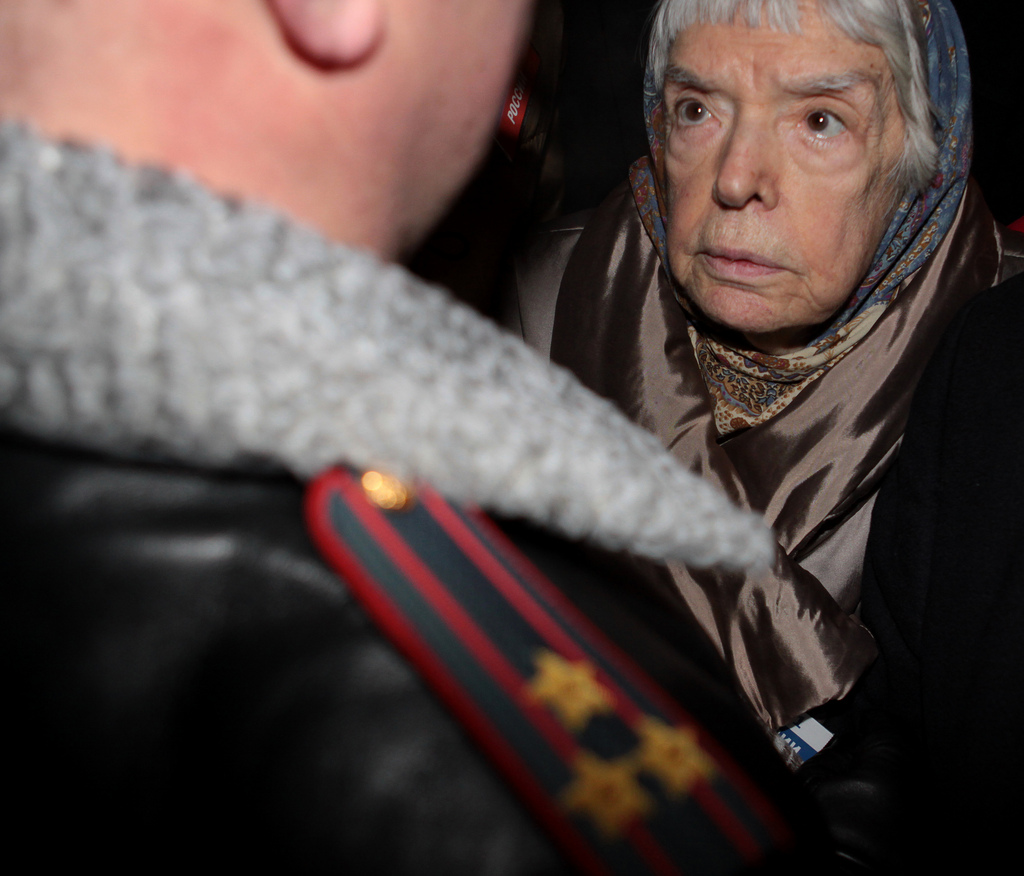
Людмила Алексеева на Триумфальной площади на акции протеста в рамках движения «Стратегия-31». 31 января 2010

С 31 августа 2009 года Людмила Алексеева принимала активное участие в «Стратегии-31» — регулярных выступлениях граждан на Триумфальной площади Москвы в защиту 31 статьи Конституции РФ (о свободе собраний). С 31 октября 2009 года была одним из постоянных организаторов этих акций. 31 декабря 2009 года во время попытки проведения очередного митинга на Триумфальной площади Людмила Алексеева была задержана бойцами ОМОН и в числе десятков других задержанных доставлена в отделение милиции, что вызвало большой резонанс в России и за рубежом.
Председатель Европарламента Ежи Бузек и Совет национальной безопасности США высказали своё возмущение задержанием известной правозащитницы, газета «The New York Times» опубликовала на первой полосе статью об этой акции протеста «Энтузиазм российских диссидентов вынесет любые испытания». Сопредседатель партии «Правое дело» Леонид Гозман назвал разгон мирной манифестации и арест Людмилы Алексеевой «глупостью» и «позором» московских властей.
В конце 2010 года разошлась во взглядах на тактику проведения мероприятий с Эдуардом Лимоновым и вышла из «Стратегии-31».
Участница конгресса «Украина — Россия: диалог», прошедшего 24-25 апреля 2014 года в Киеве.

### Последние годы
В 2012 году Л. Алексеева заняла 10-е место в рейтинге «100 самых влиятельных женщин России» за 2011 год («Эхо Москвы», РИА «Новости», «Огонёк» и «Интерфакс»).
В рейтинге «100 самых влиятельных женщин России» журнала Огонёк, радиостанции «Эхо Москвы» и агентства «Интерфакс», опубликованном в марте 2014 года, заняла 18-е место.
20 июля 2017 года, в день девяностолетия Л. М. Алексеевой, президент России В. В. Путин лично приехал к ней домой и поздравил, преподнеся в подарок букет цветов, гравюру с изображением её родного города (Евпатории), а также декоративную тарелку ручной работы фарфорового завода Санкт-Петербурга с изображением МГУ имени М. В. Ломоносова, который она окончила. Во время встречи Алексеева ходатайствовала о помиловании осуждённого на пожизненное заключение экс-сенатора И. В. Изместьева.
Людмила Алексеева скончалась 8 декабря 2018 года на 92-м году жизни в Москве. Прощание прошло 11 декабря 2018 года в Доме журналистов, сотни человек, в том числе В. Путин, проводили Людмилу Алексееву в последний путь. В Москве состоялась кремация тела Алексеевой, урна с прахом 6 апреля 2019 года захоронена на кладбище Рок-Крик в Вашингтоне, США, в семейной могиле.

## Личная жизнь
Людмила Алексеева трижды была замужем и имела двух сыновей. Её мать, третий муж и старший сын похоронены на кладбище церкви Сент-Джон в Вашингтоне, США.
- Первый муж — Юрий. По собственным воспоминаниям, «в первый раз я очень сильно влюбилась, как положено, в 18 лет. Вышла замуж за 19-летнего мальчишку. Влюблена была как кошка и прожила с ним год без шести дней. И выгнала его, потому что понимала, что я люблю его гораздо больше, чем он меня»[6].
- Второй муж — Валентин Алексеев, военный; познакомилась с ним девятиклассницей[6].
  - Сыновья — Сергей, Михаил (Майкл).
- Третий муж — Николай Вильямс, математик, автор песни «Коммунисты поймали парнишку».

## Взгляды
20 июля 2007 года, в день своего 80-летнего юбилея, Людмила Алексеева высказала надежду, что Россия станет демократической страной до наступления 2017 года:

Через 10—15 лет Россия станет демократической страной и правовым государством. Кто бы ни сидел в Кремле, люди не позволят обращаться с собой как с быдлом. В странах с развитой демократией в правительствах тоже сидят не ангелы, но они просто не смеют так себя вести — им этого не позволяют.

Я верю, что мы тоже сумеем обуздать нашу бюрократию. Не знаю, доживу ли я до этого, но я желаю вам: в 2017 году — легко запомнить! — вспомните о предсказании бабушки Люды. В 2017 году мы уже будем демократическим и правовым государством.
В 2008—2009 годах в ходе капитального ремонта станции «Курская» московского метро была восстановлена круглая внутренняя беседка с цитатой из второго куплета гимна СССР варианта 1944 года («Сквозь грозы сияло нам солнце свободы,/ И Ленин великий нам путь озарил./ Нас вырастил Сталин — на верность народу,/ На труд и на подвиги нас вдохновил»). В октябре 2009 года Людмила Алексеева заявила:

Я возмущена. Это насилие над всеми, кто заслуженно ненавидит Сталина и сталинизм. Почему в Германии памятников Гитлеру не восстанавливают, борясь за историческую справедливость? Этот людоед убил миллионы наших сограждан. И Ленин в этом смысле тоже не ангел. Как лично я буду этому противостоять? Как бы ни лежали мои пути, на станцию метро «Курская» я больше не пойду — буду её бойкотировать.

22 июня 2012 года объявила о выходе из Совета при президенте РФ по развитию гражданского общества и правам человека. Заявление на имя председателя Совета Михаила Федотова подано ввиду несогласия Людмилой Алексеевой с процедурой его формирования. Процедура избрания членов Совета посредством интернет-голосования, по мнению Алексеевой, направлена на уничтожение совета как действующей правозащитной организации. Вскоре примеру Людмилы Алексеевой последовали и покинули Совет с похожими мотивировками ветераны правозащитного движения Валентин Гефтер и Борис Пустынцев, а также вице-президент РСПП Игорь Юргенс, назвавший интернет-голосование «квазидемократической процедурой».
В марте 2014 года вместе с рядом других деятелей науки и культуры выразила своё несогласие с политикой российской власти в Крыму.
В сентябре 2014 года подписала заявление с требованием «прекратить агрессивную авантюру: вывести с территории Украины российские войска и прекратить пропагандистскую, материальную и военную поддержку сепаратистам на Юго-Востоке Украины».

## Инциденты
В августе 2004 года Людмила Алексеева и лидер Молодёжного правозащитного движения Андрей Юров получили письма с угрозами от лидера Славянского Союза Дмитрия Дёмушкина. На листе был изображён снайпер, под ним — надпись: «Гиренко, Юров, Алексеева». Николай Гиренко, учёный из Санкт-Петербурга, был убит в июне 2004 года в своей квартире.
В июне 2008 года во время пресс-конференции в защиту заключённых Алексееву забросала яйцами группа молодых людей, предположительно из ЛДПР. 31 марта 2010 года Алексееву ударил некий Константин Переверзев, когда она возлагала цветы на станции метро «Парк Культуры» в память о погибших в террористическом акте, и был задержан. Произошедшее осудили член президиума движения «Солидарность» Борис Немцов и уполномоченный по правам человека в России Владимир Лукин. За «причинение побоев из хулиганских побуждений» Переверзев был осуждён на один год условно.
Летом 2010 года на ежегодном Всероссийском молодёжном образовательном форуме (лагере) «Селигер» Алексеева стала одним из персонажей инсталляции «Здесь вам не рады». Пластиковая голова с её фотоизображением в головном уборе с нацистской символикой была насажена на кол.

## Награды и премии
Награды:
- Офицер ордена Почётного легиона (Франция, 2007 год)[2].
- Командор ордена «За заслуги перед Федеративной Республикой Германия» (Германия, 2009 год)[2][49].
- Кавалер ордена Великого князя Литовского Гядиминаса (Литва, 5 февраля 2008 года)[2][50].
- Орден Креста земли Марии 3-го класса (Эстония, 2012 год)[2][51].
- Кавалер ордена Заслуг перед Республикой Польша (Польша, 11 декабря 2018 года, посмертно)[52].
- Почётный профессор Хельсинкского университета (2016)[2].
- Благодарность Президента Российской Федерации (30 апреля 2008 года) — за большой вклад в развитие институтов гражданского общества и обеспечение защиты прав и свобод человека и гражданина[53].

Премии:
- Премия «За свободу мысли» имени Андрея Сахарова (2009)[2][54].
- Премия Улофа Пальме (2004)[2][55].
- Премия Федерации еврейских общин России (ФЕОР) «Человек года — 5765» в номинации «Правозащитная деятельность» (2005)[56].
- Премия имени Натальи Эстемировой «Человек чести и совести» (2012)[57].
- Премия имени Вацлава Гавела (2015)[2][58].
- Государственная премия Российской Федерации (10 декабря 2017 года) — за выдающиеся достижения в области правозащитной деятельности[59].

В 2012 и 2013 годах была выдвинута на Нобелевскую премию мира.

## Отзывы

### Положительные
Редакция интернет-издания «Портал-Credo.ru» отмечала, что во время судебных процессов по обвинению издания и его главного редактора Александра Солдатова в экстремистской деятельности «МХГ и лично Людмила Алексеева приложили немалые усилия для того, чтобы наше издание продолжило свою деятельность». В свою очередь, Солдатов вспоминал, что во время личного общения с Алексеевой она рассказывала ему «о своей вере, о том, как ещё в молодые годы ходила в храм св. Иоанна Воина на Якиманке и как потом разочаровалась в Московской патриархии». И высказывает мнение, что хотя Алексеева «не была богословом, но стала образцом деятельного христианства, до которого нам всем очень далеко».
Журналист Олег Кашин отмечал, что для тех, кто жил в России в 2000-е годы, «Людмила Алексеева — не столько советский диссидент или историк диссидентского движения, сколько герой гражданского сопротивления той власти, которая есть сейчас, человек, который митинговал против этой власти ещё до того, как это стало модно, человек, который протоптал нам всем дорогу на Болотную и на те улицы и площади, которые были после неё».

### Критические
В декабре 2012 года депутат Государственной думы от «Единой России» Ирина Яровая обвинила Алексееву, критикующую ответные на принятие в США закона Магнитского законодательные инициативы, в служении интересам США: «Гражданка США г-жа Алексеева принесла присягу на верность Соединённым Штатам, полностью отреклась от России и обязалась даже с оружием в руках сражаться только на стороне США».
На критику Яровой Алексеева в числе прочего заявила, что не собирается отказываться от двойного гражданства и не сложит полномочия руководителя Московской Хельсинкской группы.

### Книги
- Алексеева Л. М. История инакомыслия в СССР: Новейший период. — Вильнюс; М.: Весть, 1992. — 352 с. — ISBN 5-89942-250-3. 
(недоступная ссылка) (Первое издание вышло в 1984 году в США на англ. языке)
- Alexeyeva L., Goldberg P. The Thaw Generation: Coming of Age in the Post-Stalin Era. — Boston: Little Brown & Co, 1990. — ISBN 978-0316031462.
- Алексеева Л. М. Поколение оттепели. — М.: Захаров, 2006. — ISBN 5-8159-0603-4.

### Статьи и интервью
- Алексеева Л. М. Как писалась «История инакомыслия в СССР» // Газета «Панорама» № 10 (22), сентябрь 1990
- Алексеева Л. М. История и мировоззрение правозащитного движения в СССР и России. // лекция
- Алексеева Л. М. Российское гражданское общество — что это такое? // Гражданское общество и государство. — М.: Фонд «Либеральная миссия», 2005. — С. 19—25. (копия)
- Алексеева Л. М. Дебаты о российском гражданском обществе // Гражданское общество и государство. — М.: Фонд «Либеральная миссия», 2005. — С. 33—47. (копия)

### Интервью
- Автобиографические интервью для сайта "Устная история"
- «Алфавит инакомыслия» на Радио Свобода, включая интервью Л. Алексеевой 1977 г. после эмиграции из СССР
- Людмила Алексеева о процессе Ходорковского: «Их не только не сломили испытания неволей, а закалили»
- Людмила Алексеева на сайте «Грани-ТВ»
- Пресс-конференция Людмилы Алексеевой, главы Московской Хельсинкской группы.
- Людмила Алексеева: Принципы демократии едины для всех // Novosti ERR, 11.03.2010
- Интервью с «Новой газетой» в рамках проекта «Неформальные лидеры России»
- «Без дураков». Передача радиостанции «Эхо Москвы»